# Дальнегорский муниципальный округ
Дальнего́рский муниципальный о́круг — муниципальное образование в Приморском крае Российской Федерации, образованное в границах административно-территориальной единицы города краевого подчинения Дальнего́рск.
Административный центр Дальнегорского муниципального округа — город Дальнегорск.

## История
4 марта 1941 образован — Тетюхинский район.
26 декабря 1972 года Указом Президиума Верховного Совета РСФСР Тетюхинский район был переименован в Дальнегорский, и его центр — рабочий поселок Тетюхе — в рабочий поселок Дальнегорск.
22 сентября 1989 года Указом Президиума Верховного Совета РСФСР рабочий поселок Дальнегорск был отнесен к категории городов краевого подчинения.
В 1997 году Дальнегорский район был упразднён, а все его населённые пункты были подчинены администрации г. Дальнегорска. В 2004 году они составили Дальнегорский городской округ, который в 2024 году был преобразован в Дальнегорский муниципальный округ.

## Географическое положение
Дальнегорский муниципальный округ (далее ДМО) находится на востоке Приморского края. С юго-востока омывается Японским морем, на северо-востоке граничит с Тернейским муниципальным округом, на севере — с Красноармейским и Дальнереченским муниципальными районами, на западе с Чугуевским муниципальным округом, на юго-западе с Кавалеровским муниципальным районом. Размеры ДМО 60×85 км. Протяжённость границ — 450 км. Из них побережье 62 км.

### Рельеф
Большую часть территории ДМО занимают низкогорья и среднегорья Сихотэ-Алиня. Наиболее расчленённый рельеф с большими относительными превышениями (600—900 м) и абсолютными отметками более 1200 м над уровнем моря распространён на главном водоразделе Сихотэ-Алиня на границе с Кавалеровским районом (гора Седая 1356 м, гора Якут-гора 1328 м); на севере, в хребте Дальний (гора Острая 1527 м). Высшая точка ДМО — гора Глухоманка (1594 м), находится на крайнем севере округа. Высшей точкой в черте города Дальнегорска является гора Телевизионная, высотой 804,5 м.

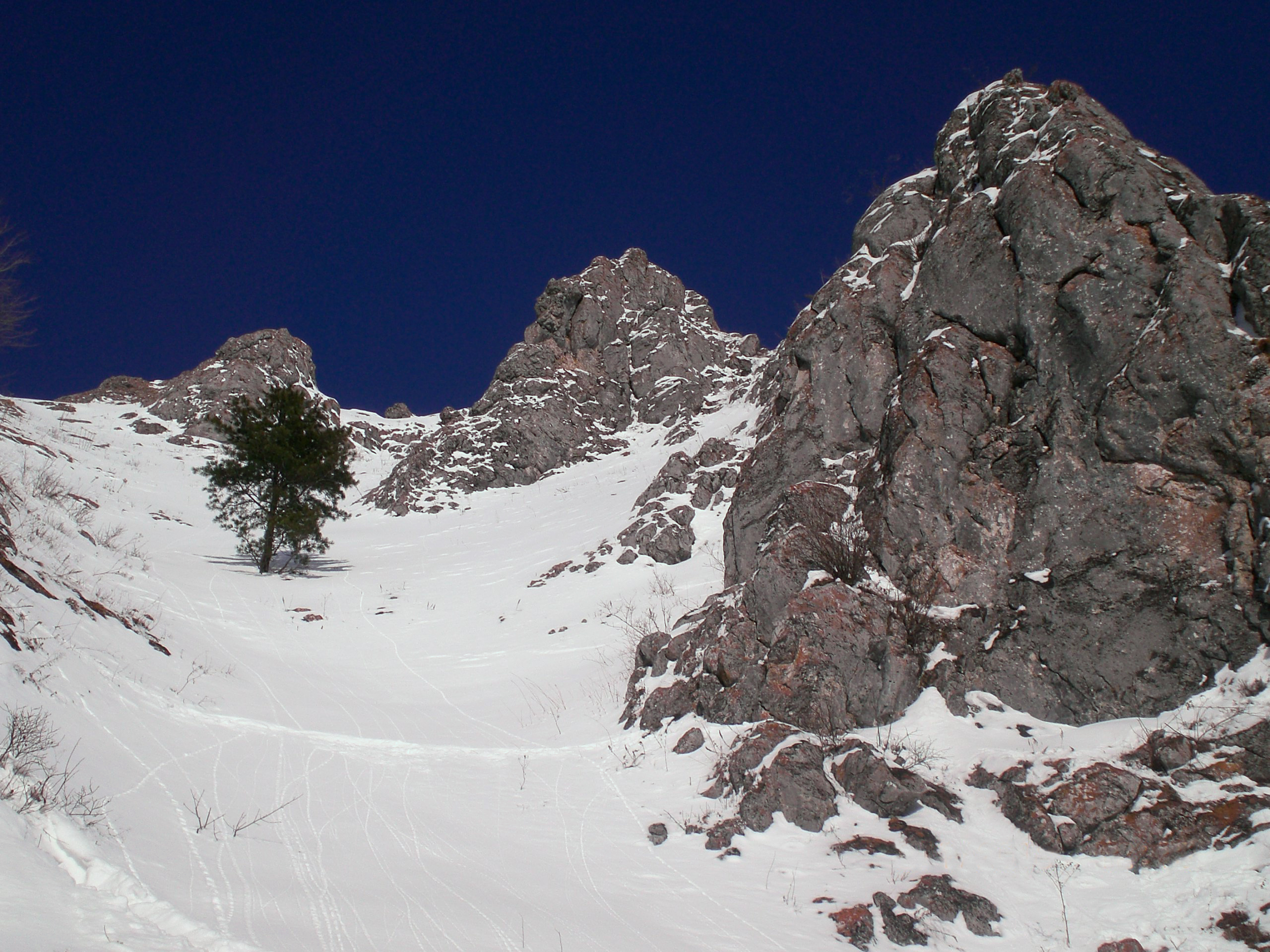
Склоны горы Сахарная

Западный макросклон Сихотэ-Алиня более пологий, чем восточный. В бассейне Большой Уссурки, на западном макросклоне, встречаются обширные территории с абсолютными отметками более 800 м, но с относительными, не превышающими 200—300 м. Здесь наблюдаются широкие долины даже у небольших рек, относительно пологие склоны сопок, крайне низкая обнажённость рельефа.
Восточный макросклон интенсивно расчленён. Абсолютные отметки зачастую превышают 1000 м, относительные — 600 м. Долины рек узкие, с большим продольным уклоном. Встречается относительно много скальных обнажений, особенно в районах распространения известняков. Самые известные — гора Сахарная, урочище Чёртовы Ворота в истоках реки Кривая. Возле побережья сопки относительно низки, тем не менее, благодаря абразионному воздействию моря, именно здесь находятся самые высокие обрывы (более 300 м на мысе Чёрная Скала и мысе Сивучий).
Равнины занимают очень незначительную площадь. Наиболее крупная аккумулятивная равнина расположена в нижнем течении реки Рудной, от устья реки Кривая, до бухты Рудная.

## Климат
Климат умеренный, муссонный. Зима сухая и холодная с ясной погодой. Весна продолжительная, прохладная, с частыми колебаниями температуры. Лето тёплое и влажное, на летние месяцы приходится максимум количества осадков. Осень как правило тёплая, сухая, с ясной погодой. Летом преобладают юго-восточные ветра с Японского моря а зимой северные, северо-западные, приносящие холодную, но ясную погоду с континентальных районов.
На территории Дальнегорского муниципального округа выделяются три климатических зоны: западные предгорья Сихотэ-Алиня, восточные предгорья и прибрежная полоса. Они различаются между собой температурным режимом, продолжительностью и датами наступления и окончания времён года, количеством осадков и режимом ветров.
Дальнегорский муниципальный округ приравнен к районам Крайнего Севера.

## Растительность и ландшафты
Основная часть (около 95 %) территории ДМО — лес (тайга) на склонах различной крутизны. Распространённость тех или иных лесных биоценозов связана с высотой над уровнем моря, крутизной и экспозицией склонов. В прибрежной зоне и на южных склонах восточных предгорий Сихотэ-Алиня распространены широколиственные леса. Преобладающей породой является дуб, менее распространены липа, берёза, клён. В этих же зонах на северных склонах произрастают смешанные леса. Преимущественно хвойные леса встречаются на высотах более 800 м на восточном макросклоне Сихотэ-Алиня и в бассейне р. Большая Уссурка (Иман), в основном на северных склонах.
Луговые ландшафты, как правило, встречаются в долинах нижнего течения рек, впадающих в Японское море. В долинах рек бассейна р. Уссури больше чем луга распространены мари — участки редколесья, заросшие кустарниковой растительностью, местами заболоченные с высокими кочками.
На самых высоких сопках встречаются небольшие участки горных тундр с брусничниками, кедровым стланником.

## Гидрография

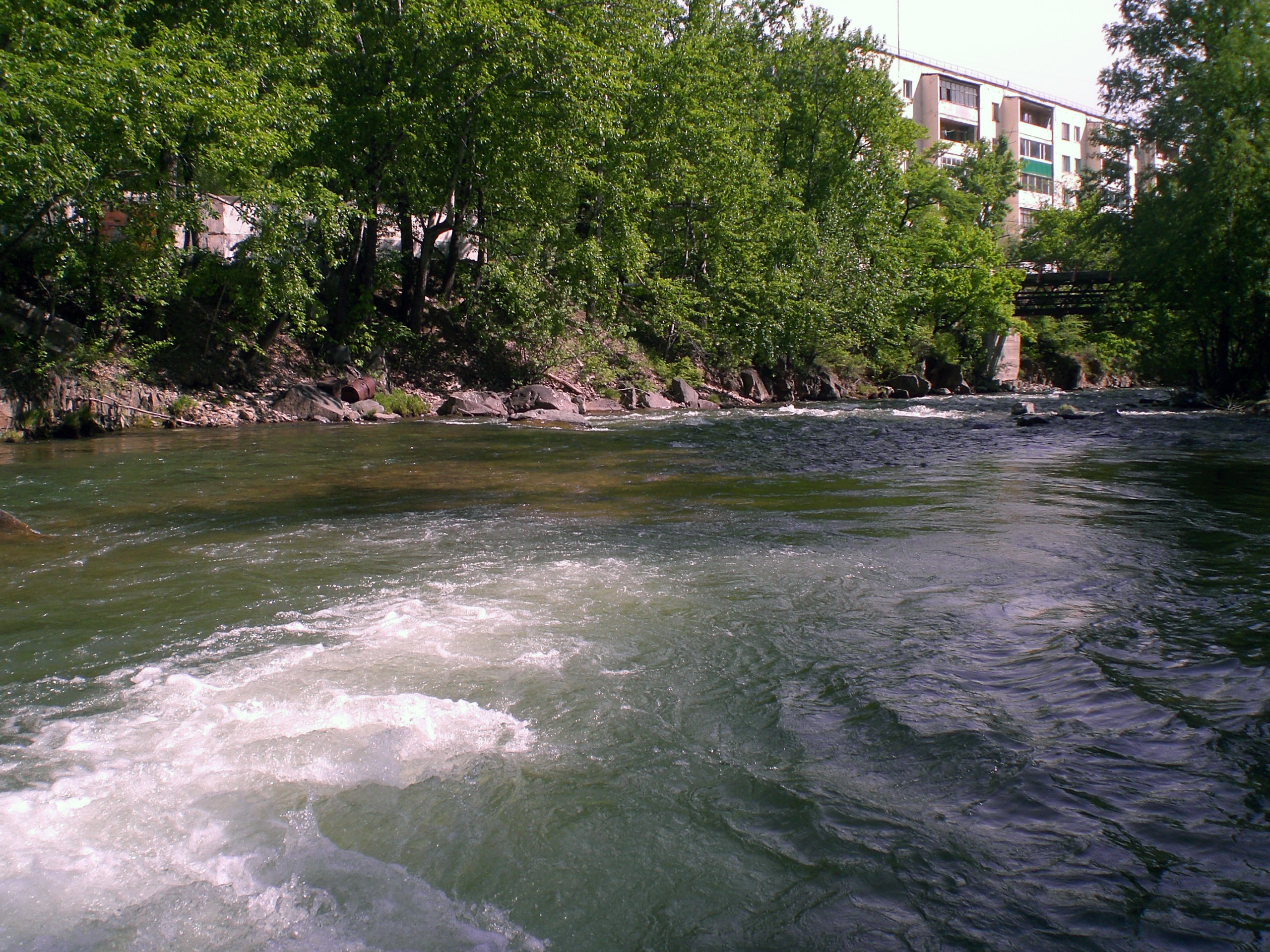
Река Рудная протекает через Дальнегорск

На территории Дальнегорского муниципального округа имеется густая гидрографическая сеть. Здесь насчитывается 18 рек протяжённостью более 20 км и 48 рек протяжённостью более 10 км. Самая крупная река, протекающая по территории округа — Большая Уссурка (Иман). От истока до границы с Красноармейским районом её протяжённость составляет 84 км. На втором месте р. Рудная, протяжённостью 73 км. Реки имеют в основном дождевое питание с максимумом расходов воды в летние месяцы и минимумом в феврале.
Из относительно крупных озёр можно отметить лишь Васьково озеро, находящееся вблизи села Рудная Пристань. Для снабжения Дальнегорска питьевой водой существуют три водохранилища, объёмом по нескольку млн. м³. Все они находятся рядом с городом. Самое крупное — Горбушинское на реке Горбуша, менее крупные — Нежданкинское и водохранилище 27-го ключа. Также имеется небольшое озеро искусственного происхождения, образовавшееся в заброшенном карьере.
Болота занимают незначительную площадь в долинах рек бассейна Большой Уссурки и в приустьевых частях некоторых долин бассейна Японского моря.
На протяжении 62 км, от мыса Зеркального до мыса Грозного, территория ДМО омывается Японским морем. Береговая линия изрезана слабо, неглубоко в материк вдаются небольшие бухта Рудная и залив Опричник. Вследствие того, что побережье омывается водами открытого моря, вода летом прогревается незначительно. Температура воды редко превышает +20 °C. С другой стороны, несмотря на низкие зимние температуры воздуха, опускающиеся ниже −20 °C, морской лёд никогда не образуется (за исключением маленькой гавани «Ковш» в бухте Рудная). Акватория Дальнегорского района является южной границей распространения плавучих льдов, которые образуются в Татарском проливе в наиболее суровые зимы и выносятся на юг Приморским течением.

## Население
| 1959    | 1970    | 1979    | 1989    | 2002    | 2005    | 2006    |
| ------- | ------- | ------- | ------- | ------- | ------- | ------- |
| 32 602  | ↗49 274 | ↗57 503 | ↗63 242 | ↘50 271 | ↘49 400 | ↘48 900 |
| 2007    | 2008    | 2009    | 2010    | 2011    | 2012    | 2013    |
| ↘48 500 | ↘48 000 | ↘47 395 | ↘46 336 | ↘46 265 | ↘45 517 | ↘44 924 |
| 2014    | 2015    | 2016    | 2017    | 2018    | 2019    | 2020    |
| ↘44 446 | ↘43 961 | ↘43 700 | ↘43 211 | ↘42 718 | ↘42 308 | ↘41 855 |
| 2021    | 2022    | 2023    | 2024    |         |         |         |
| ↘39 816 | ↘39 539 | ↘38 999 | ↘38 543 |         |         |         |

## Населённые пункты
В состав муниципального округа и города краевого подчинения входят 8 населённых пунктов:
| № | Населённый пункт | Тип     | Население |
| - | ---------------- | ------- | --------- |
| 1 | Дальнегорск      | город   | ↘32 720   |
| 2 | Каменка          | село    | ↘1404     |
| 3 | Краснореченский  | село    | ↘2353     |
| 4 | Лидовка          | деревня | ↘76       |
| 5 | Мономахово       | деревня | ↘407      |
| 6 | Рудная Пристань  | село    | ↘1433     |
| 7 | Сержантово       | село    | ↘1454     |
| 8 | Черемшаны        | деревня | ↗73       |

До 2004 года Каменка, Краснореченский и Рудная Пристань относились к рабочим посёлкам (посёлкам городского типа).

## Промышленность
Крупнейшие промышленные предприятия округа — ЗАО «ГХК „Бор“» (образовано в 1965 года) и АО «Дальполиметалл» (образовано в 1897 году).

## Транспорт

### Автомобильный
Через Дальнегорский муниципальный округ проходит автодорога регионального значения Осиновка — Рудная Пристань. Протяжённость автомобильных дорог, проходящих по территории ДМО и связывающих населённые пункты составляет 159 км, с учётом дорог Мельничное — Пластун и Мельничное — Тайга, проходящим по северу ДМО — 288 км.
В 1951 году автогараж комбината «Сихали» получил первые автобусы. Два раза в неделю были организованы рейсы в Варфоломеевку, один раз в сутки — в п. Краснореченский, два раза в сутки — в п. Тетюхе-Пристань (Рудная Пристань). По поселку Тетюхе автобусы не ходили.
В 1953 году в составе треста «Дальметаллургстрой» организована автобаза № 7. 

В 1955 году автодорога Варфоломеевка — Тетюхе сдана в эксплуатацию, дорога до бухты Тетюхе (35 км) построена позже трестом «Дальметаллургстрой».

### Железнодорожный

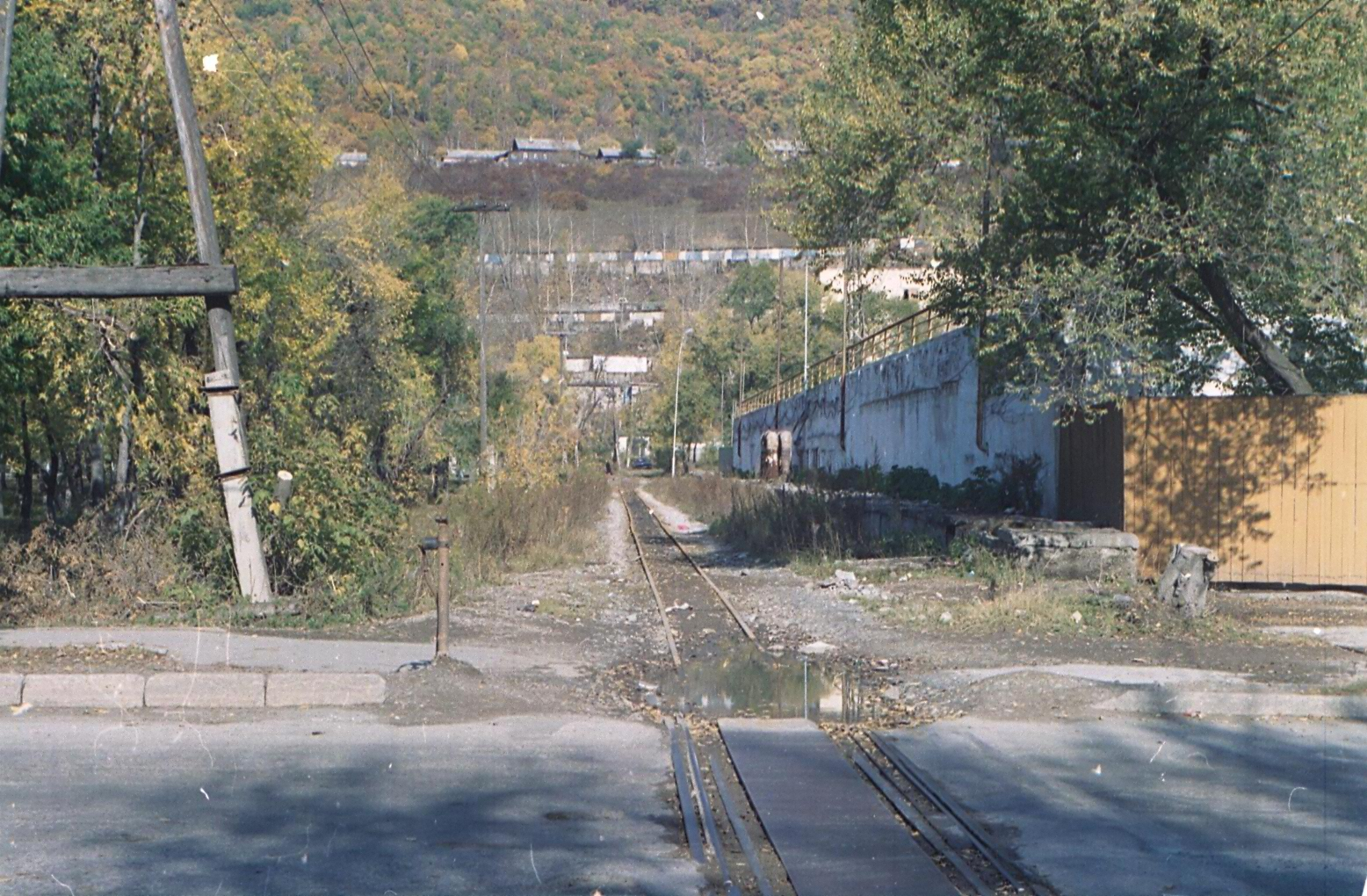
Дальнегорская узкоколейка, 2002 год

В Дальнегорском муниципальном округе имеется старейшая на Дальнем Востоке узкоколейная железная дорога. В 1908 году началось строительство узкоколейной железной дороги Тетюхе-Пристань (ныне Рудная Пристань) — Тетюхе (ныне Дальнегорск). Строительство велось на средства компании Ю. И. Бринера. В 1911 году участок Тетюхе-Пристань — Тетюхе был сдан в эксплуатацию. Его протяжённость составляла 38 километров, ширина колеи — 600 мм. Подвижной состав первоначально состоял из четырёх паровозов, 80 вагонов (в основном предназначенных для перевозки руды), 14 лесовозных платформ. Локомотивное депо было построено в посёлке Тетюхе. Позднее узкоколейная железная дорога была реконструирована на колею 750 мм. Узкоколейная железная дорога продолжала развиваться, на неё поступали новые паровозы советского производства. По узкоколейной железной дороге перевозились различные грузы: руда, лес, машины и оборудование для рудников, различные грузы для нужд посёлка. Существовало пассажирское сообщение. Протяжённость узкоколейной железной дороге на пике её развития составляла не менее 70 километров. К северу от Тетюхе имелась лесовозная линия (лес заготавливался в окрестностях нынешнего посёлка Тайга). В 1960-х годах на узкоколейной железной дороге паровозы были заменены тепловозами. Приблизительно тогда же было прекращено пассажирское движение.
После 1991 года состояние пути на участке Дальнегорск — Рудная Пристань постепенно ухудшалось.
23 июня 2005 года на узкоколейной железной дороге произошла авария — опрокинулись шесть вагонов-думпкаров, гружёных рудным концентратом. В начале 2006 года владельцы комбината «Дальполиметалл» приняли решение о переходе на автомобильную доставку рудного концентрата от Дальнегорска до Рудной Пристани. Последний поезд прошёл по узкоколейной железной дороге 10 апреля 2006 года. Вскоре была начата разборка пути на участке узкоколейной железной дороги протяжённостью не меньше 36 километров. Летом 2006 года путь демонтирован на всём протяжении этого участка.
Участок от станции Рудная (в черте города Дальнегорска, вблизи обогатительной фабрики) до рудников сохранён. По нему осуществляется доставка руды на обогатительную фабрику. По данным на конец 2006 года, протяжённость сохранившихся участков узкоколейной железной дороги составляла около 15 километров. Добыча руды производится открытым способом (в карьерах) и подземным способом (в шахтах). Шахты имеют горизонтальные стволы (штольни). Линии узкоколейной железной дороги уходят под землю в штольнях рудников «Верхний» и «Второй Советский».
Подземные участки, а также небольшие наземные участки вблизи штолен электрифицированы, на них работают шахтные электровозы. На наземных участках работают тепловозы ТУ-7 (ТУ-7А), в том числе ТУ-7-1138, ТУ-7А-3223, тепловоз-дрезина ТУ-6Д-0133.

### Морской

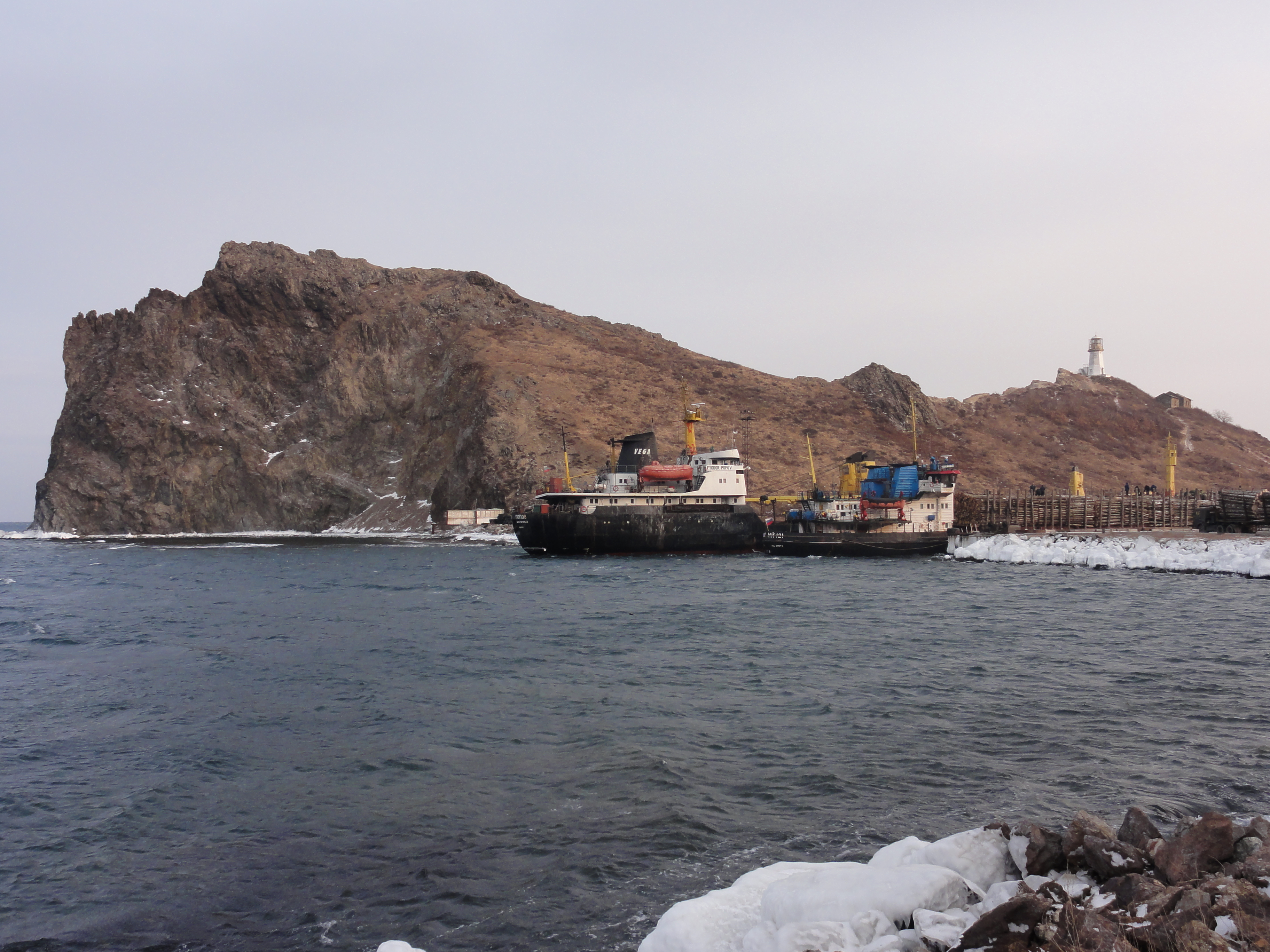
Гавань Ковш в п. Рудная Пристань

Крупнотоннажный грузооборот Дальнегорского городского округа с портами Владивостока, Находки и стран АТР осуществляется через портпункт Рудная Пристань, где имеется нефтепирс, выступающий в море на 350 м, и небольшая гавань Ковш у м. Бринера. В п. Каменка имеются причальные стенки для небольших рыболовецких судов.

### Воздушный
В ноябре 1943 года приказом начальника Дальневосточного территориального управления ГВФ была образована посадочная площадка Тетюхе-Горбуша (Дальнегорск) для обслуживания расположенного в этом районе рудника. Дальнейшее развитие горнорудной промышленности и рост населения способствовали развитию местного аэропорта. Сложный горный рельеф в окрестностях Дальнегорска вынудил перенести аэропорт на новое место, в район 8-го км, но и здесь могли приземляться лишь самолёты типа Ан-2 и вертолёты всех классов. В период расцвета СССР отсюда выполнялись рейсы на г. Владивосток, Уссурийск, Арсеньев, п. Мельничное, п. Рощино, п. Кавалерово, п. Пластун и далее по Тернейскому району. В начале 90 годов ВПП была удлинена, на смену устаревшему Ан-2 пришёл современный Ан-28.
Этот более экономичный и удобный самолёт мог выполнять постоянные полёты в более сложных погодных условиях. Но уже в середине 90-х годов аэропорт был закрыт.
В 2015 году было отстроено новое здание аэровокзала и восстановлено воздушное сообщение между ДМО и Владивостоком. Жителям Дальнегорска свои услуги предоставила компания Аврора.

## Туризм
На территории Дальнегорского муниципального округа находится большое количество природных памятников и видовых площадок, которые представляют большой интерес для туристов и гостей округа. Особенно интересно посещение естественных пещер (самые известные из них — Николаевская. Архивировано из оригинала 5 апреля 2018 года. и Чертовы ворота. Архивировано из оригинала 5 апреля 2018 года.) и поездка к скалам Два Брата. С видовой площадки на Высокогорском перевале, по которому проходит граница между Кавалеровским районом и Дальнегорским муниципальным округом, открывается захватывающий вид на окружающие вершины, главной из которых является Якут-гора высотой 1328 метров.
В окрестностях поселка (ныне — село) Краснореченскогo расположены заброшенные карьеры, рудники и горные выработки, с которых много лет тому назад начиналась история города. Чуть ближе к Дальнегорску находится село Тайга, в котором начинается дорога, ведущая в горы. Трасса изобилует крутыми поворотами, спусками и подъемами, а за перевалом неожиданно начинается большое плато, покрытое редкими деревьями.

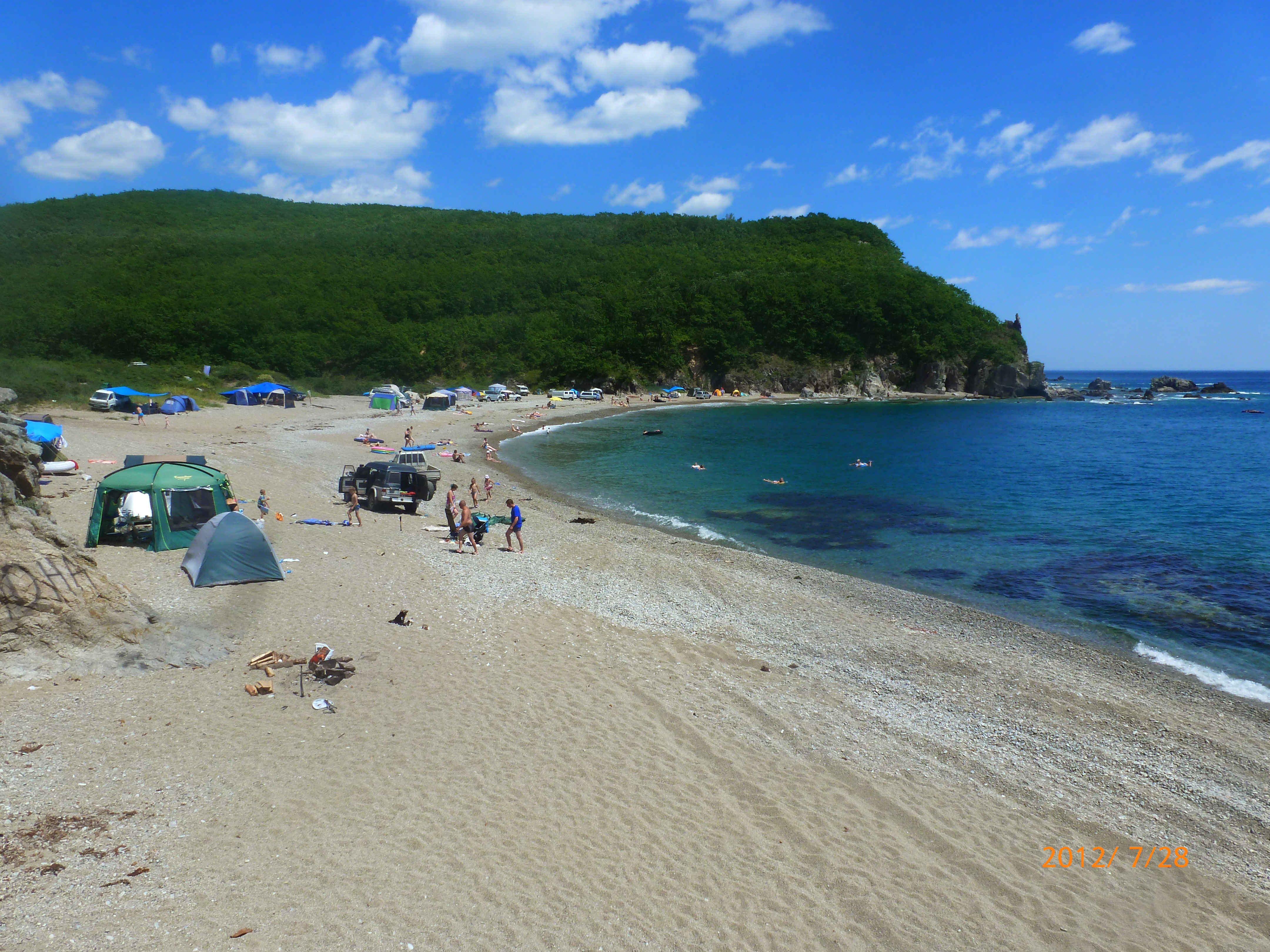
Пляж 2-го Лан-Гоу в пик купального сезона

Ещё один колоритный населенный пункт муниципального округа — деревня Черемшаны — расположен в 28 километрах от Дальнегорска. Узкая и извилистая дорога, больше похожая на бобслейную трассу, круто поднимается на перевал Горбуша и затем плавно спускается с негo к патриархального вида деревне, которая вытянулась на несколько километров вдоль реки Черемуховой. Так что зимой Черемшаны практически отрезаны от мира. Вниз по течению р. Черёмуховая, за Черемшаны, идёт труднопроходимая дорога.
После Каменки широкая, но пустынная трасса километров 30 поднимается вдоль реки, а затем петляет по склонам прибрежных гор до самого перевала Китовое Ребро. В хорошую погоду отсюда видны горы и побережье Тернейскогo района на много километров вперед. Здесь же, на перевале, стоит табличка, обозначающая въезд в самый отдаленный район Приморья.
На территории Дальнегорского муниципального округа находится большое количество природных памятников, которые представляют большой интерес для туристов и гостей города. Но плохо развитый туристический бизнес не может предоставить приезжим качественных туристических маршрутов. В результате относительно хорошо развито лишь направление «самостоятельного туризма». Популярен отдых на морском побережье. Песчаный пляж Лидовки, бухты 1, 2, 3-е Лан-Гоу известны уже за пределами Дальнегорского округа. Из водных маршрутов известен сплав по р. Большая Уссурка (Иман). Природные условия Дальнегорского округа позволяют развивать такие виды экстремального спорта как горные лыжи, сноубординг, виндсёрфинг, дайвинг, парапланеризм, скалолазание.

## Спорт и Физическая культура
В Дальнегорске действуют три спортивных комплекса и несколько частных секций. В большинстве из них занятия проводятся бесплатно, либо за символическую плату, на поддержание в рабочем состоянии инвентаря и помещений. Хорошо развиты виды спорта: бокс, пауэрлифтинг, футбол, хоккей. Особых успехов добились тренеры по боксу. Среди их воспитанников немало призёров чемпионатов как краевого уровня, так и уровня страны и ближнего зарубежья. В пауэрлифтинге схожая ситуация, есть спортсмены, выигравшие престижные соревнования. Самый известный профессиональный спортсмен Дальнегорска — Владимир Фадеев, восьмикратный чемпион мира по ледовому спидвею.

## Археология
Неолитическая стоянка в пещере Чёртовы Ворота в 12 км от Дальнегорска в верховьях реки Кривой датируется возрастом 7742—7638 лет назад. В пещере наиболее полно представлен комплекс руднинской археологической культуры. Изделия из текстиля, найденные в пещере Чёртовы Ворота, являются древнейшими для региона Северо-Восточной Азии. Обнаруженные в пещере кости волка-собаки свидетельствуют о начальном этапе доместикации этого животного.